# (2027) Shen Guo
(2027) Shen Guo es un asteroide perteneciente al cinturón de asteroides, descubierto el 9 de noviembre de 1964 por el equipo del Observatorio de la Montaña Púrpura desde el Observatorio de la Montaña Púrpura, Nankín (China).

## Designación y nombre
Designado provisionalmente como 1964 VR1. Fue nombrado en referencia al científico chino del siglo XI Shen Kuo.

## Características orbitales
Shen Guo está situado a una distancia media del Sol de 3,021 ua, pudiendo alejarse hasta 3,318 ua y acercarse hasta 2,723 ua. Su excentricidad es 0,098 y la inclinación orbital 11,02 grados. Emplea 1917 días en completar una órbita alrededor del Sol.

## Características físicas
La magnitud absoluta de Shen Guo es 11,3. Tiene 16,187 km de diámetro y su albedo se estima en 0,085. Está asignado al tipo espectral.